# ジョシュ・コラレス
ジョシュア・J・コラレス（Joshua J. Corrales , 1990年5月25日 - ）は、アメリカ合衆国カリフォルニア州ロサンゼルス郡サンタクラリタ出身のプロ野球選手（投手）。右投右打。現在は、フリーエージェント（FA）。

## 経歴

### プロ入りとマリナーズ傘下時代
2011年のMLBドラフト44巡目（全体1323位）でシアトル・マリナーズから指名され、入団。
2011年はルーキー級アリゾナリーグ・マリナーズでスタートし、リリーフとして防御率0点台の好成績を残し、AA級ジャクソン・ジェネラルズまで昇格。
2012年はA級クリントン・ランバーキングスで37試合に登板し、4勝4敗2セーブ、防御率4.09の成績を残したが、シーズン終了後にリリースされた。

### 日本時代
2015年、社会人野球チームの三菱日立パワーシステムズ横浜に2名のアメリカ人選手とともに入団。
2016年3月17日、独立リーグ・BCリーグの富山GRNサンダーバーズに入団。主に中継ぎとして26試合に出場し4勝を挙げた。
2017年も引き続き富山に在籍。8試合に先発登板し、6勝1敗、防御率1.06の好成績を挙げ、6月12日に東北楽天ゴールデンイーグルスと契約合意したことが発表された。8月15日の対埼玉西武ライオンズ戦（メットライフドーム）で初登板・初先発したが、初回4失点など3回5失点で降板し、4回表に楽天が追いつき勝敗は付かなかったが厳しいデビュー戦となった。登板はこの1試合のみでシーズンを終えた。
2018年はイースタン・リーグ15試合に登板し、0勝4敗、防御率2.66の成績を残したが、一軍に昇格する機会はなかった。10月29日に戦力外通告を受けた。その後11月13日に開催された12球団合同トライアウトに参加したが、獲得に手を挙げる球団は現れなかった。

### メキシカンリーグ時代
2019年4月3日にメキシカンリーグのキンタナロー・タイガースと契約した。49試合に登板し、4勝3敗4セーブ、防御率3.68の成績を残した。
2020年2月17日にティフアナ・ブルズにトレード移籍した。この年は新型コロナウイルスの感染拡大の影響でリーグが開催中止となったため、登板機会はなかった。
2021年は19試合にリリーフ登板して、1勝2敗、防御率3.86を記録した。オフの10月20日にトレードでラグナ・ユニオン・コットンファーマーズに移籍した。
2022年は22試合（うち先発8試合）に登板して、3勝3敗、防御率6.08を記録した。
2023年は15試合（うち先発12試合）に登板して、3勝4敗、防御率5.20を記録した。この年限りで退団した。

## 詳細情報

### 年度別投手成績
| 年 度    | 球 団    | 登 板 | 先 発 | 完 投 | 完 封 | 無 四 球 | 勝 利 | 敗 戦 | セ 丨 ブ | ホ 丨 ル ド | 勝 率 | 打 者 | 投 球 回 | 被 安 打 | 被 本 塁 打 | 与 四 球 | 敬 遠 | 与 死 球 | 奪 三 振 | 暴 投 | ボ 丨 ク | 失 点 | 自 責 点 | 防 御 率 | W H I P |
| -------- | -------- | ----- | ----- | ----- | ----- | -------- | ----- | ----- | -------- | ----------- | ----- | ----- | -------- | -------- | ----------- | -------- | ----- | -------- | -------- | ----- | -------- | ----- | -------- | -------- | ------- |
| 2017     | 楽天     | 1     | 1     | 0     | 0     | 0        | 0     | 0     | 0        | 0           | ----  | 20    | 3.0      | 5        | 0           | 6        | 0     | 1        | 3        | 0     | 0        | 5     | 5        | 15.00    | 3.67    |
| NPB：1年 | NPB：1年 | 1     | 1     | 0     | 0     | 0        | 0     | 0     | 0        | 0           | ----  | 20    | 3.0      | 5        | 0           | 6        | 0     | 1        | 3        | 0     | 0        | 5     | 5        | 15.00    | 3.67    |

- 2018年度シーズン終了時

### 記録
NPB
- 初登板・初先発登板：2017年8月15日、対埼玉西武ライオンズ16回戦（メットライフドーム）、3回5失点で勝敗つかず[6]
- 初奪三振：同上、1回裏に金子侑司から空振り三振[12]

### 独立リーグでの投手成績
| 年 度     | 球 団     | 登 板 | 完 投 | 勝 利 | 敗 戦 | セ ｜ ブ | 勝 率 | 打 者 | 投 球 回 | 被 安 打 | 被 本 塁 打 | 与 四 球 | 与 死 球 | 奪 三 振 | 暴 投 | ボ ｜ ク | 失 点 | 自 責 点 | 防 御 率 | W H I P |
| --------- | --------- | ----- | ----- | ----- | ----- | -------- | ----- | ----- | -------- | -------- | ----------- | -------- | -------- | -------- | ----- | -------- | ----- | -------- | -------- | ------- |
| 2016      | 富山      | 26    | 0     | 4     | 4     | 3        | .500  | 287   | 64.0     | 63       | 4           | 32       | 3        | 79       | 10    | 0        | 29    | 23       | 3.23     | 1.48    |
| 2017      | 富山      | 8     | 0     | 6     | 1     | 0        | .857  | 200   | 51.0     | 28       | 0           | 21       | 1        | 60       | 4     | 0        | 8     | 6        | 1.06     | 0.96    |
| 通算：2年 | 通算：2年 | 34    | 0     | 10    | 5     | 3        | .667  | 487   | 115.0    | 91       | 4           | 53       | 4        | 139      | 14    | 0        | 37    | 29       | 2.27     | 1.25    |

### 背番号
- 25 （2016年 - 2017年途中）
- 93 （2017年途中 - 2018年）